# Torneo Promocional Amateur 2025
El Torneo Promocional Amateur 2025 es la segunda edición del certamen, quinta categoría del fútbol argentino para los equipos afiliados directamente  a la Asociación del Fútbol Argentino.
El torneo comenzó el 15 de agosto y terminaría el 27 de septiembre.

## Ascensos y descensos
| Campeón  | Ascendidos del Torneo Promocional Amateur 2024 |
| -------- | ---------------------------------------------- |
| Apertura | Deportivo Camioneros                           |
| Clausura | Estrella del Sur                               |

De esta manera, el número de participantes disminuyó a 12.

## Equipos participantes
| Equipo                | Ciudad         | Liga de origen                    | Estadio                 | Capacidad |
| --------------------- | -------------- | --------------------------------- | ----------------------- | --------- |
| Atlético Pilar        | Pilar          | Liga Escobarense                  | Atlético Pilar          | 500       |
| Barrancas UMET        | Buenos Aires   | -                                 | No posee                | -         |
| Belgrano              | Zárate         | Liga Zarateña                     | Luis Vallejos           | 4000      |
| Defensores de Glew    | Glew           | Liga Metropolitana de San Vicente | Glorioso de Parque Roma | 500       |
| Deportivo Metalúrgico | Manuel Alberti | Liga Escobarense                  | Deportivo Metalúrgico   | 150       |
| Estrella de Berisso   | Berisso        | Liga Amateur Platense             | José Manuel Vicente     | 350       |
| Everton               | La Plata       | Liga Amateur Platense             | Oscar Funes             | 2500      |
| Ezeiza                | Ezeiza         | Liga Metropolitana de San Vicente | Santiago Maratea        | 150       |
| Juventud de Bernal    | Bernal         | Liga Lujanense                    | No posee                | -         |
| Náutico Hacoaj        | Tigre          | Liga Escobarense                  | Shimon Peres            | 800       |
| Provincial            | Empalme Lobos  | Liga Lobense                      | Enrique Chiosso         | 200       |
| SAT                   | Moreno         | Liga Lujanense                    | 12 de Agosto            | 700       |

| 1. 2. 3. 4. 5. 6. 7. |

### Distribución geográfica de los equipos
| Jurisdicción                             | Cant. | Equipos                                                               |
| ---------------------------------------- | ----- | --------------------------------------------------------------------- |
| Conurbano bonaerense                     | 5     | Defensores de Glew, Ezeiza, Juventud de Bernal, Náutico Hacoaj y SAT  |
| Interior de la provincia de Buenos Aires | 4     | Atlético Pilar, Belgrano (Z), Deportivo Metalúrgico y Provincial (EL) |
| Gran La Plata                            | 2     | Estrella de Berisso y Everton                                         |
| Ciudad de Buenos Aires                   | 1     | Barrancas UMET                                                        |

## Formato

### Ascenso
Se dividirá a los doce equipos en dos zonas de seis equipos, que se enfrentarán por el sistema de todos contra todos, a dos vueltas. Los ganadores de cada zona disputarán un partido en cancha neutral para definir al campeón, que jugará una reválida con el perdedor del partido por la permanencia de la Primera C. En caso de ganarla, ascenderá a esa división.

## Zona A

### Tabla de posiciones
| Pos. | Equipo              | Pts. | PJ | PG | PE | PP | GF | GC | Dif. |
| ---- | ------------------- | ---- | -- | -- | -- | -- | -- | -- | ---- |
| 1.º  | Atlético Pilar      | 1    | 1  | 0  | 1  | 0  | 0  | 0  | 0    |
| 2.º  | Belgrano (Z)        | 1    | 1  | 0  | 1  | 0  | 0  | 0  | 0    |
| 3.º  | Defensores de Glew  | 1    | 1  | 0  | 1  | 0  | 0  | 0  | 0    |
| 4.º  | Ezeiza              | 1    | 1  | 0  | 1  | 0  | 0  | 0  | 0    |
| 5.º  | Estrella de Berisso | 0    | 0  | 0  | 0  | 0  | 0  | 0  | 0    |
| 6.º  | SAT                 | 0    | 0  | 0  | 0  | 0  | 0  | 0  | 0    |

|  | El equipo que ocupe esta posición al finalizar la disputa clasificará a la final. |

#### Evolución de las posiciones
| Equipo / Fecha      | 1 | 2 | 3 | 4 | 5 | 6 | 7 | 8 | 9 | 10 |
| ------------------- | - | - | - | - | - | - | - | - | - | -- |
| Atlético Pilar      |   |   |   |   |   |   |   |   |   |    |
| Belgrano (Z)        |   |   |   |   |   |   |   |   |   |    |
| Defensores de Glew  |   |   |   |   |   |   |   |   |   |    |
| Estrella de Berisso |   |   |   |   |   |   |   |   |   |    |
| Ezeiza              |   |   |   |   |   |   |   |   |   |    |
| SAT                 |   |   |   |   |   |   |   |   |   |    |

### Resultados

#### Primera rueda
| Fecha 1             | Fecha 1   | Fecha 1            | Fecha 1             | Fecha 1      | Fecha 1 |
| Local               | Resultado | Visitante          | Estadio             | Fecha        | Hora    |
| ------------------- | --------- | ------------------ | ------------------- | ------------ | ------- |
| Ezeiza              | 0 - 0     | Defensores de Glew | Deportivo Coreano   | 15 de agosto | 15:00   |
| Atlético Pilar      | 0 - 0     | Belgrano (Z)       | Atlético Pilar      | 15 de agosto | 15:00   |
| Estrella de Berisso | 0 - 0     | SAT                | José Manuel Vicente | 17 de agosto | 15:30   |

| Fecha 2 | Fecha 2   | Fecha 2   | Fecha 2 | Fecha 2 | Fecha 2 |
| Local   | Resultado | Visitante | Estadio | Fecha   | Hora    |
| ------- | --------- | --------- | ------- | ------- | ------- |
|         |           |           |         |         |         |
|         |           |           |         |         |         |
|         |           |           |         |         |         |

| Fecha 3 | Fecha 3   | Fecha 3   | Fecha 3 | Fecha 3 | Fecha 3 |  |
| Local   | Resultado | Visitante | Estadio | Fecha   | Hora    |  |
| ------- | --------- | --------- | ------- | ------- | ------- |  |
|         |           |           |         |         |         |  |
|         |           |           |         |         |         |  |
|         |           |           |         |         |         |  |

| Fecha 4 | Fecha 4   | Fecha 4   | Fecha 4 | Fecha 4 | Fecha 4 |
| Local   | Resultado | Visitante | Estadio | Fecha   | Hora    |
| ------- | --------- | --------- | ------- | ------- | ------- |
|         |           |           |         |         |         |
|         |           |           |         |         |         |
|         |           |           |         |         |         |

| Fecha 5 | Fecha 5   | Fecha 5   | Fecha 5 | Fecha 5 | Fecha 5 |
| Local   | Resultado | Visitante | Estadio | Fecha   | Hora    |
| ------- | --------- | --------- | ------- | ------- | ------- |
|         |           |           |         |         |         |
|         |           |           |         |         |         |
|         |           |           |         |         |         |

#### Segunda rueda
| Fecha 6 | Fecha 6   | Fecha 6   | Fecha 6 | Fecha 6 | Fecha 6 |  |
| Local   | Resultado | Visitante | Estadio | Fecha   | Hora    |  |
| ------- | --------- | --------- | ------- | ------- | ------- |  |
|         |           |           |         |         |         |  |
|         |           |           |         |         |         |  |
|         |           |           |         |         |         |  |

| Fecha 7 | Fecha 7   | Fecha 7   | Fecha 7 | Fecha 7 | Fecha 7 |  |
| Local   | Resultado | Visitante | Estadio | Fecha   | Hora    |  |
| ------- | --------- | --------- | ------- | ------- | ------- |  |
|         |           |           |         |         |         |  |
|         |           |           |         |         |         |  |
|         |           |           |         |         |         |  |

| Fecha 8 | Fecha 8   | Fecha 8   | Fecha 8 | Fecha 8 | Fecha 8 |  |
| Local   | Resultado | Visitante | Estadio | Fecha   | Hora    |  |
| ------- | --------- | --------- | ------- | ------- | ------- |  |
|         |           |           |         |         |         |  |
|         |           |           |         |         |         |  |
|         |           |           |         |         |         |  |

| Fecha 9 | Fecha 9   | Fecha 9   | Fecha 9 | Fecha 9 | Fecha 9 |  |
| Local   | Resultado | Visitante | Estadio | Fecha   | Hora    |  |
| ------- | --------- | --------- | ------- | ------- | ------- |  |
|         |           |           |         |         |         |  |
|         |           |           |         |         |         |  |
|         |           |           |         |         |         |  |

| Fecha 10 | Fecha 10  | Fecha 10  | Fecha 10 | Fecha 10 | Fecha 10 |  |
| Local    | Resultado | Visitante | Estadio  | Fecha    | Hora     |  |
| -------- | --------- | --------- | -------- | -------- | -------- |  |
|          |           |           |          |          |          |  |
|          |           |           |          |          |          |  |
|          |           |           |          |          |          |  |

## Zona B

### Tabla de posiciones
| Pos. | Equipo                | Pts. | PJ | PG | PE | PP | GF | GC | Dif. |
| ---- | --------------------- | ---- | -- | -- | -- | -- | -- | -- | ---- |
| 1.º  | Barrancas UMET        | 0    | 0  | 0  | 0  | 0  | 0  | 0  | 0    |
| 2.º  | Deportivo Metalúrgico | 0    | 0  | 0  | 0  | 0  | 0  | 0  | 0    |
| 3.º  | Everton               | 0    | 0  | 0  | 0  | 0  | 0  | 0  | 0    |
| 4.º  | Juventud de Bernal    | 0    | 0  | 0  | 0  | 0  | 0  | 0  | 0    |
| 5.º  | Náutico Hacoaj        | 0    | 0  | 0  | 0  | 0  | 0  | 0  | 0    |
| 6.º  | Provincial (EL)       | 0    | 0  | 0  | 0  | 0  | 0  | 0  | 0    |

|  | El equipo que ocupe esta posición al finalizar la disputa clasificará a la final. |

#### Evolución de las posiciones
| Equipo / Fecha        | 1 | 2 | 3 | 4 | 5 | 6 | 7 | 8 | 9 | 10 |
| --------------------- | - | - | - | - | - | - | - | - | - | -- |
| Barrancas UMET        |   |   |   |   |   |   |   |   |   |    |
| Deportivo Metalúrgico |   |   |   |   |   |   |   |   |   |    |
| Everton               |   |   |   |   |   |   |   |   |   |    |
| Juventud de Bernal    |   |   |   |   |   |   |   |   |   |    |
| Náutico Hacoaj        |   |   |   |   |   |   |   |   |   |    |
| Provincial (EL)       |   |   |   |   |   |   |   |   |   |    |

### Resultados

#### Primera rueda
| Fecha 1            | Fecha 1   | Fecha 1               | Fecha 1                 | Fecha 1      | Fecha 1 |
| Local              | Resultado | Visitante             | Estadio                 | Fecha        | Hora    |
| ------------------ | --------- | --------------------- | ----------------------- | ------------ | ------- |
| Barrancas UMET     | 1 - 0     | Everton               | Excursionistas          | 16 de agosto | 10:00   |
| Náutico Hacoaj     | 0 - 0     | Deportivo Metalúrgico | Shimon Peres            | 16 de agosto | 15:30   |
| Juventud de Bernal | 2 - 1     | Provincial (EL)       | Auxiliar de Berazategui | 17 de agosto | 15:30   |

| Fecha 2 | Fecha 2   | Fecha 2   | Fecha 2 | Fecha 2 | Fecha 2 |
| Local   | Resultado | Visitante | Estadio | Fecha   | Hora    |
| ------- | --------- | --------- | ------- | ------- | ------- |
|         |           |           |         |         |         |
|         |           |           |         |         |         |
|         |           |           |         |         |         |

| Fecha 3 | Fecha 3   | Fecha 3   | Fecha 3 | Fecha 3 | Fecha 3 |
| Local   | Resultado | Visitante | Estadio | Fecha   | Hora    |
| ------- | --------- | --------- | ------- | ------- | ------- |
|         |           |           |         |         |         |
|         |           |           |         |         |         |
|         |           |           |         |         |         |

| Fecha 4 | Fecha 4   | Fecha 4   | Fecha 4 | Fecha 4 | Fecha 4 |
| Local   | Resultado | Visitante | Estadio | Fecha   | Hora    |
| ------- | --------- | --------- | ------- | ------- | ------- |
|         |           |           |         |         |         |
|         |           |           |         |         |         |
|         |           |           |         |         |         |

| Fecha 5 | Fecha 5   | Fecha 5   | Fecha 5 | Fecha 5 | Fecha 5 |
| Local   | Resultado | Visitante | Estadio | Fecha   | Hora    |
| ------- | --------- | --------- | ------- | ------- | ------- |
|         |           |           |         |         |         |
|         |           |           |         |         |         |
|         |           |           |         |         |         |

#### Segunda rueda
| Fecha 6 | Fecha 6   | Fecha 6   | Fecha 6 | Fecha 6 | Fecha 6 |
| Local   | Resultado | Visitante | Estadio | Fecha   | Hora    |
| ------- | --------- | --------- | ------- | ------- | ------- |
|         |           |           |         |         |         |
|         |           |           |         |         |         |
|         |           |           |         |         |         |

| Fecha 7 | Fecha 7   | Fecha 7   | Fecha 7 | Fecha 7 | Fecha 7 |
| Local   | Resultado | Visitante | Estadio | Fecha   | Hora    |
| ------- | --------- | --------- | ------- | ------- | ------- |
|         |           |           |         |         |         |
|         |           |           |         |         |         |
|         |           |           |         |         |         |

| Fecha 8 | Fecha 8   | Fecha 8   | Fecha 8 | Fecha 8 | Fecha 8 |
| Local   | Resultado | Visitante | Estadio | Fecha   | Hora    |
| ------- | --------- | --------- | ------- | ------- | ------- |
|         |           |           |         |         |         |
|         |           |           |         |         |         |
|         |           |           |         |         |         |

| Fecha 9 | Fecha 9   | Fecha 9   | Fecha 9 | Fecha 9 | Fecha 9 |
| Local   | Resultado | Visitante | Estadio | Fecha   | Hora    |
| ------- | --------- | --------- | ------- | ------- | ------- |
|         |           |           |         |         |         |
|         |           |           |         |         |         |
|         |           |           |         |         |         |

| Fecha 10 | Fecha 10  | Fecha 10  | Fecha 10 | Fecha 10 | Fecha 10 |
| Local    | Resultado | Visitante | Estadio  | Fecha    | Hora     |
| -------- | --------- | --------- | -------- | -------- | -------- |
|          |           |           |          |          |          |
|          |           |           |          |          |          |
|          |           |           |          |          |          |